# Pallavolo Falconara
Maillots
Le Pallavolo Falconara est un ancien club de volley-ball masculin basé à Falconara Marittima. Il est né en 1976 de la fusion des deux clubs de la ville. Il a disputé sa dernière saison de Série A en 2001-2002. À l'issue de celle-ci, il cède son droit de participation au Dorica Pallavolo Ancône. Le Falconara Volley qui évolue lors de la saison 2011-2012 en championnat de Série D (7e niveau national) en est l'héritier.

## Historique
- 1976 : La fusion entre le Lubiam Falconara et le Dinamis Falconara donne naissance au Pallavolo Falconara
- 2002 : Arrêt du professionnalisme, le droit est transféré au Dorica Pallavolo Ancône.
- Refondation du club en Falconara Volley

## Palmarès
- Coupe de la CEV : 1986

## Joueurs majeurs
- Du monde entier
  - Alexis Battè  Cuba/ Italie (pointu, 1,98 m)
  - Mike Chaloupka  Canada (complet, 2,00 m)
  - Janne Heikkinen  Finlande (central, 2,04 m)
  - Oleksij Gatin  Ukraine (réceptionneur-attaquant, 2,00 m)
  - Mladen Majdak  Serbie-et-Monténégro (réceptionneur-attaquant, 2,04 m)
  - Goran Marić  Serbie-et-Monténégro (réceptionneur-attaquant, 2,04 m)
  - Samuele Papi  Italie (réceptionneur-attaquant, 1,91 m)
  - Keith Sanheim  Canada (réceptionneur-attaquant, 2,00 m)
  - Alexander Shadchin  Ukraine (central, 2,03 m)
  - Krzystof Stelmach  Pologne (réceptionneur-attaquant, 1,98 m)
  - Valerio Vermiglio  Italie (passeur, 1,89 m)
- Les Français et Falconara
  - Laurent Tillie (réceptionneur-attaquant, 1,93 m)

1. ↑  Seuls les principaux titres en compétitions officielles sont indiqués ici.